# TCR International Series
Navigation
WTCR
Les  TCR International Series étaient un championnat international de course automobile de voiture de tourisme ayant eu lieu entre 2015 et 2017. Fondé par l'ancien directeur du Championnat du monde des voitures de tourisme Marcello Lotti, elle est présentée comme une compétition dérivée du WTCC mais avec des coûts économiques plus bas et destinée aux véhicules du segment C.
Le championnat est approuvé par la Fédération internationale de l'automobile et suit les réglementions de la catégorie TCR Touring Car (en). Trois saisons ont été organisées entre 2015 et 2017. Le pilote suisse Stefano Comini (en) remporte les éditions 2015 et 2016 et le français Jean-Karl Vernay remporte la dernière édition en 2017.
Le 6 décembre 2017, la FIA annonce que le championnat fusionne avec le Championnat du monde des voitures de tourisme et la Coupe d'Europe des voitures de tourisme pour former la nouvelle Coupe du monde FIA des voitures de tourisme dès 2018.

## Histoire

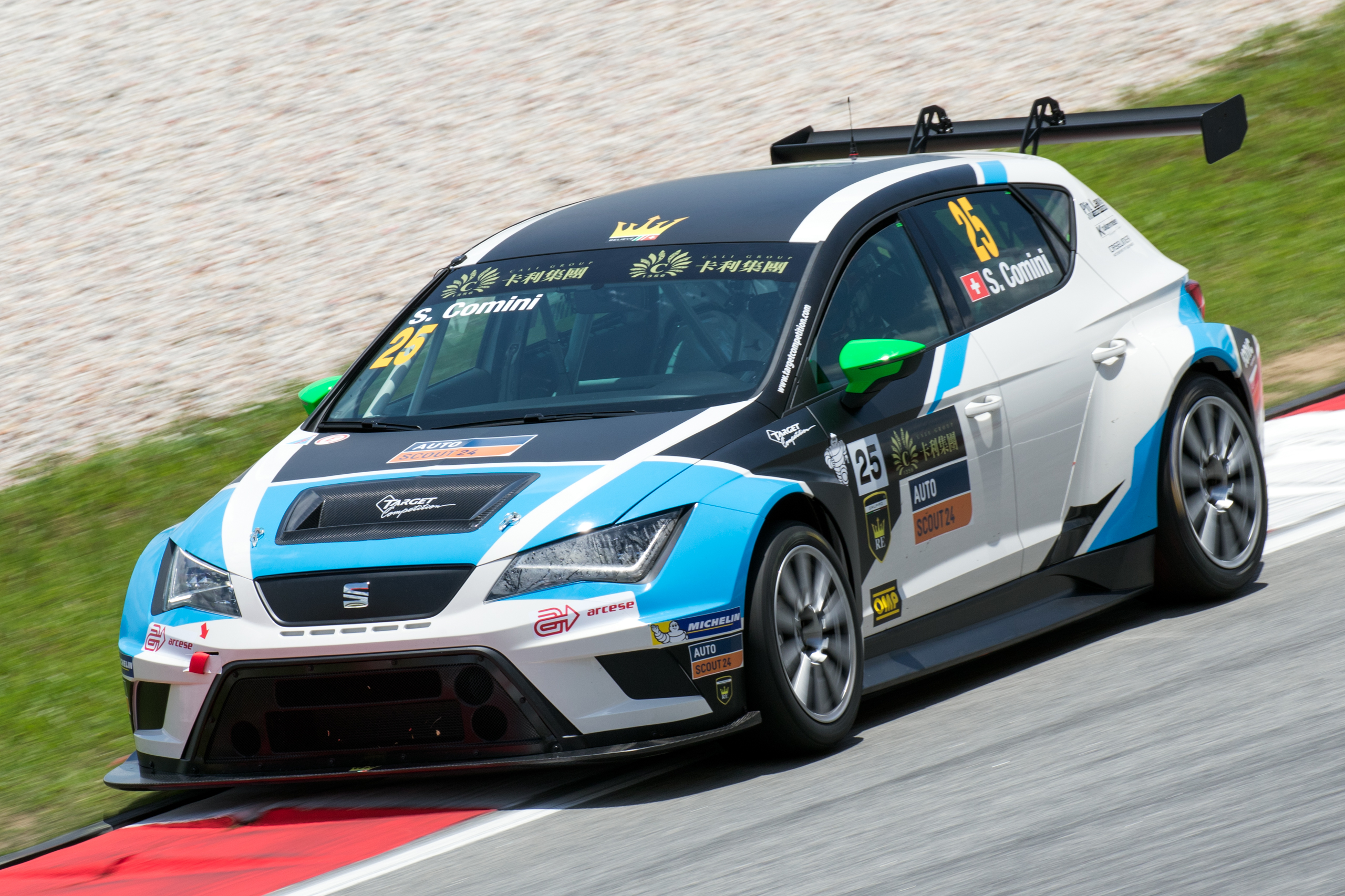
Stefano Comini, double champion des TCR International Series, en 2015.

Après la création de la catégorie TCR, initialement appelée TC3, en 2014, la Fédération internationale de l'automobile souhaite mettre en place un nouveau championnat international de voiture de tourisme,. Marcello Lotti, ancien promoteur et directeur du Championnat du monde des voitures de tourisme (WTCC) est chargé d'organiser la compétition. Le TCR International Series se doit alors d'être un championnat relativement bon marché et disputé dans le monde entier. Les courses sont organisées principalement en Asie et en Europe et peuvent avoir lieu en marge des manches du championnat du monde de Formule 1. À partir de juillet 2014, différents détails sur la compétition sont dévoilés : le TCR International Series décernera un titre de champion des pilotes et un titre pour les équipes, 8 équipes pouvant engager jusqu'à 24 pilotes au total peuvent participer et le format des week-end de compétition reprend le format du WTCC. Le championnat et son nom définitif sont approuvés le 5 décembre 2014 par la FIA. La première saison débute le 28 mars 2015 sur le circuit international de Sepang en Malaisie. 
La saison 2015 voit le couronnement du premier champion des TCR International Series avec le pilote suisse Stefano Comini (en) au volant d'une Seat Leon TCR de l'équipe italienne Target Competition, qui remporte aussi le classement par équipe. L'année suivante, en 2016, Comini réussit à défendre son titre sur une Golf GTI TCR de l'équipe Leopard Racing, tandis que le championnat par équipe est remporté par l'équipe Craft-Bamboo Lukoil. En 2017, Comini, qui a changé d'équipe, ne parvient pas à obtenir son troisième titre consécutif et termine vice-champion derrière son coéquipier de l'année précédente, Jean-Karl Vernay. Pour Leopard Racing, il s'agit du deuxième titre pilote consécutif, tandis que le classement par équipe est remporté par M1RA.
En 2018, la Coupe du monde des voitures de tourisme (WTCR) nait de la fusion des TCR International Series avec le championnat du monde des voitures de tourisme et la coupe d'Europe des voitures de tourisme. En ce qui concerne les règlements techniques, le règlement TCR est repris pour le WTCR. Cependant, comme le concept TCR prévoit uniquement des équipes clients, aucune équipe d'usine ne prend part au WTCR, ce qui empêche la FIA de certifier le statut de championnat du monde à la nouvelle compétition.

## Palmarès

### Pilotes
| Année | Champion            | Équipe du champion      | Voiture du champion     |
| ----- | ------------------- | ----------------------- | ----------------------- |
| 2015  | Stefano Comini (en) | Target Competition      | SEAT León Cup Racer     |
| 2016  | Stefano Comini (en) | Leopard Racing          | Volkswagen Golf GTI TCR |
| 2017  | Jean-Karl Vernay    | Leopard Racing Team WRT | Volkswagen Golf GTI TCR |

### Équipes
| Année | Vainqueur                |
| ----- | ------------------------ |
| 2015  | Target Competition       |
| 2016  | Team Craft-Bamboo Lukoil |
| 2017  | M1RA                     |